# Capistrello
Capistrello é uma comuna italiana da região dos Abruzos, província de Áquila, com cerca de 5 337 habitantes. Estende-se por uma área de 60 km², tendo uma densidade populacional de 89 hab/km². Faz fronteira com Avezzano, Canistro, Castellafiume, Filettino (FR), Luco dei Marsi, Scurcola Marsicana, Tagliacozzo.

## Demografia
| Variação demográfica do município entre 1861 e 2011                               |
|                                                                                   |
| Fonte: Istituto Nazionale di Statistica (ISTAT) - Elaboração gráfica da Wikipedia |

## Origem do nome
Não se tem certeza sobre a origem do nome da comuna, mas há várias suposições etimológicas. Entre elas, o topônimo Capistrellum derivaria do Latim capisterium ("bandeja" usada para limpar o trigo). Segundo uma antiga lenda, o nome viria da expressão latina Caput Castrorum, registrada no brasão municipal, que significava "chefe dos acampamentos" na era romana. Outra hipótese sugere que o termo deriva do termo latino capistrum, que significa "cabresto", em referência à posição geográfica da localidade, situada próxima ao estreito que dá acesso ao vale Roveto.